# Sophronica pseudintricata
Sophronica pseudintricata är en skalbaggsart som beskrevs av Stefan von Breuning 1940. Sophronica pseudintricata ingår i släktet Sophronica och familjen långhorningar.
Artens utbredningsområde är:
- Kenya.
- Zimbabwe.

Inga underarter finns listade i Catalogue of Life.